# Polymorfie (genetica)
Een polymorfie of polymorfisme is een veranderde nucleotidencode voor een bepaald gen die bij een dusdanig groot percentage van de populatie voorkomt dat meestal niet meer van een mutatie gesproken wordt. Volgens de definitie komen polymorfiën bij meer dan 1% van de populatie voor. Tegenwoordig wordt deze definitie niet meer gebruikt en de database "dbSNP" omvat ook vele SNP's met een frequentie van minder dan 1%. In geval van meer zeldzame genveranderingen (voorkomen minder dan 1%) wordt van mutaties gesproken.
Polymorfieën kunnen vaak heel kleine varianten zijn van bijvoorbeeld één nucleotide lang (zoals het enkel-nucleotide polymorfie), maar ze kunnen ook veel groter zijn, zoals microsatellieten of grote deleties of duplicaties. Van tientallen genen zijn polymorfieën bekend.
Polymorfieën ontstaan door een fout tijdens de DNA replicatie die niet hersteld wordt door DNA herstelmechanismen. Polymorfismen blijven in een populatie in stand en kunnen zich zelfs uitbreiden, juist doordat ze geen nadeel opleveren voor de vruchtbaarheid van het organisme, dat dit polymorfisme hierdoor door kan geven aan het nageslacht. Dit worden spandrels genoemd.
Het door het polymorfisme veranderde gen produceert vaak enzymen met een lagere bindingscapaciteit voor haar co-enzym (uitgedrukt in een verhoogde Michaelisconstante (KM)). De lagere bindingscapaciteit heeft als gevolg dat de biologische activiteit van zo'n enzym (sterk) daalt.
Polymorfieën bij mensen kunnen leiden tot een groot aantal veelvoorkomende ziektebeelden en stoornissen. Mensen met een polymorfie kunnen de biologische activiteit van het door het veranderde gen geproduceerd enzym verhogen (tot normaliseren) via de inname van een hoge dosis van het voor dat enzym specifieke co-enzym. Polymorfieën komen wereldwijd voor bij een groot aantal personen. Daarnaast bestaan er een aantal rasspecifieke polymorfieën.
| Een aantal veelvoorkomende genetische polymorfieën. De KM is bij al deze polymorfieën verhoogd. Normale enzymactiviteit wordt verkregen door de inname van hoge doses co-enzym. | Een aantal veelvoorkomende genetische polymorfieën. De KM is bij al deze polymorfieën verhoogd. Normale enzymactiviteit wordt verkregen door de inname van hoge doses co-enzym. | Een aantal veelvoorkomende genetische polymorfieën. De KM is bij al deze polymorfieën verhoogd. Normale enzymactiviteit wordt verkregen door de inname van hoge doses co-enzym. | Een aantal veelvoorkomende genetische polymorfieën. De KM is bij al deze polymorfieën verhoogd. Normale enzymactiviteit wordt verkregen door de inname van hoge doses co-enzym. | Een aantal veelvoorkomende genetische polymorfieën. De KM is bij al deze polymorfieën verhoogd. Normale enzymactiviteit wordt verkregen door de inname van hoge doses co-enzym. | Een aantal veelvoorkomende genetische polymorfieën. De KM is bij al deze polymorfieën verhoogd. Normale enzymactiviteit wordt verkregen door de inname van hoge doses co-enzym. | Een aantal veelvoorkomende genetische polymorfieën. De KM is bij al deze polymorfieën verhoogd. Normale enzymactiviteit wordt verkregen door de inname van hoge doses co-enzym. |
| Enzym | Cofactor | Nucleotide | Aminozuur | Frequentie | Regio | Karakteristiek |
| --- | --- | --- | --- | --- | --- | --- |
| Methyleentetrahydrofolaatreductase (NADPH) | FAD (vitamine B2) | 677C->T | Ala222->Val | 10 – 20% | Wereldwijd | Enzym heeft minder affiniteit |
| Kortketenig acetyl-CoA-dehydrogenase (SCAD) | FAD (vitamine B2) | 625G->A | Gly209->Ser | 35% | Controlepopulatie van een SCAD-studie | Enzym heeft minder affiniteit |
| NAD(P): quinon-oxidoreductase 1 | FAD (vitamine B2) | 609C->T | Pro187->Ser | 4 – 20% | Wereldwijd | Enzym heeft minder affiniteit |
| Aldehyde-dehydrogenase (NAD+) | NAD (vitamine B3) | | Glu487->Lys | 50% | Aziaten wereldwijd | KM is 150 maal verhoogd |
| Methioninesynthase (MS) | Adenosylcobalamine (vitamine B12) | 2756A->G | Asp919->Gly | 15% | Controlepopulatie van een MS-studie | Mutatie op plek van cobalaminebinding |
| Folylpoly-gamma-glutamaat-carboxypeptidase | Folylpoly-gamma-glutamaat (folaat) | 1561C->T | His475->Tyr | 7% | Controlepopulatie van een dementie studie | 53% minder enzymactiviteit |